# Про кохання
«Про кохання» — кінофільм режисера Олексія Мамедова, що вийшов на екрани в 2009 році.

## Синопсис
У Люби була квартира, хороша посада і коханий чоловік. Та життя розпорядилося так, що вона втратила все відразу. Багато людей на місці героїні опустили б руки, але вона вирішила, що це шанс змінити свою долю. Життя зводить Любу з ексцентричною Адою, яка може допомогти їй почати нову кар'єру. Та для цього доведеться збрехати своєму новому керівництву...

## У Ролях
| Актор                | Роль |
| -------------------- | ---- |
| Світлана Малюкова    | -    |
| Ігор Скляр           | -    |
| Андрій Ташков        | -    |
| Семен Стругачев      | -    |
| Станіслав Бєляєв     | -    |
| їла Санько           | -    |
| Володимир Горянський | -    |
| Олеся Жураківська    | -    |
| Сергій Улашев        | -    |
| Олесь Каціон         | -    |

## Знімальна група
- Режисер — Олексій Мамедов
- Сценарист — Ольга Шульгіна
- Продюсер — Юрій Мінзянов, Влад Ряшин